# ナポレオン (1927年の映画)
『ナポレオン』（フランス語: Napoléon、英語: Napoleon）は、1927年に公開されたフランス映画。ナポレオン・ボナパルトの若いころを描いた作品で、「ヨーロッパのグリフィス」と呼ばれたアベル・ガンス監督のモノクロサイレント映画の超大作映画。ポリビジョン方式、またはトリプル・エクランと呼ばれる三面スクリーンを採用した唯一の映画。

## キャスト

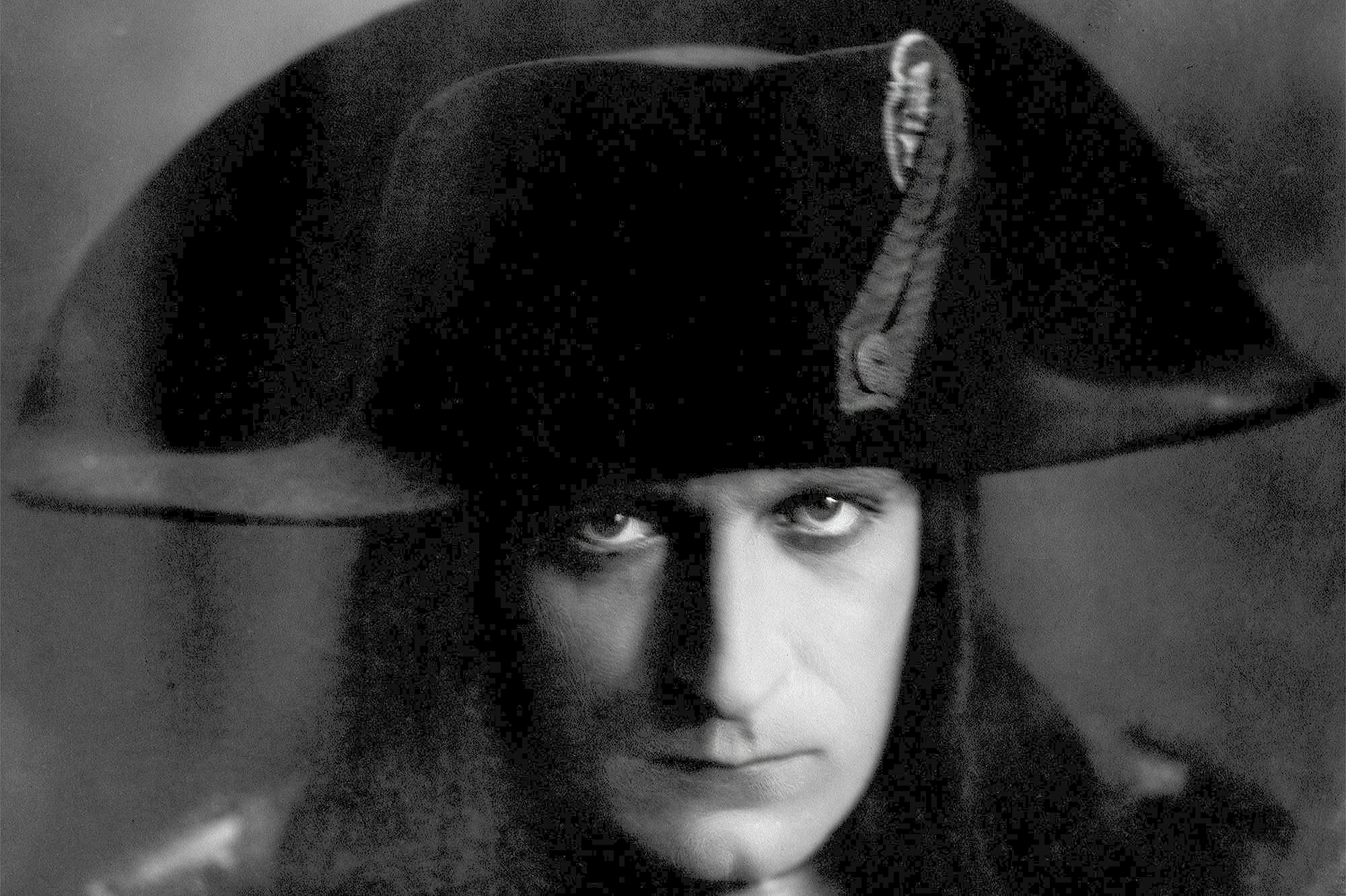
ナポレオン役のアルベール・デュードネ

- ナポレオン・ボナパルト - フランスの軍人で英雄：アルベール・デュードネ
- ジョゼフィーヌ・ド・ボアルネ - 妻：ジナ・マネス
- ジョルジュ・ダントン - 国民議会でのモンターニュ派：アレクサンドル・クービッキー
- ジャン＝ポール・マラー - 国民議会でのモンターニュ派：アントナン・アルトー
- マクシミリアン・ロベスピエール - 国民議会でのモンターニュ派：エドモン・ヴァン・ダエル
- サン・ジュスト：アベル・ガンス
- マリー・アントワネット：シュザンヌ・ビアンケッティ
- シャーロット・コーディ：マルグリット・ガンス
- ルイ16世：ルイ・サンス
- 若き日のナポレオン・ボナパルト：ウラジミール・ルーデンコ
- ヴァイオリン・フルーリ：アナベラ
- トリスタン・フルーリ：ニコラ・コリーヌ
- マダム・レカミエ：シュジ・ヴェルノン

## スタッフ
- 監督：アベル・ガンス
- 脚本：アベル・ガンス
- 撮影：ジュール・クリュージェ、J・マンドヴィレ、レオンス・H・ビュレル、ロジェ・ユベール
- 美術：アレクサンドル・ブノワ、シルドクネヒト、ジャクティー

## 製作
ポリビジョン方式という三面のスクリーンいっぱいに一個の映像を映し出す場合は、のちのシネラマと同様に三台のカメラをモーターを同調させて回したが、その装置はフランスにおける映画機材製造の草分けとして知られるアンドレ・デブリが製作した。またそれまでの手でクランクを回すカメラではなく、ゼンマイ式のポータブル・カメラを使用して、ウーファ式カメラを使った。

## 公開

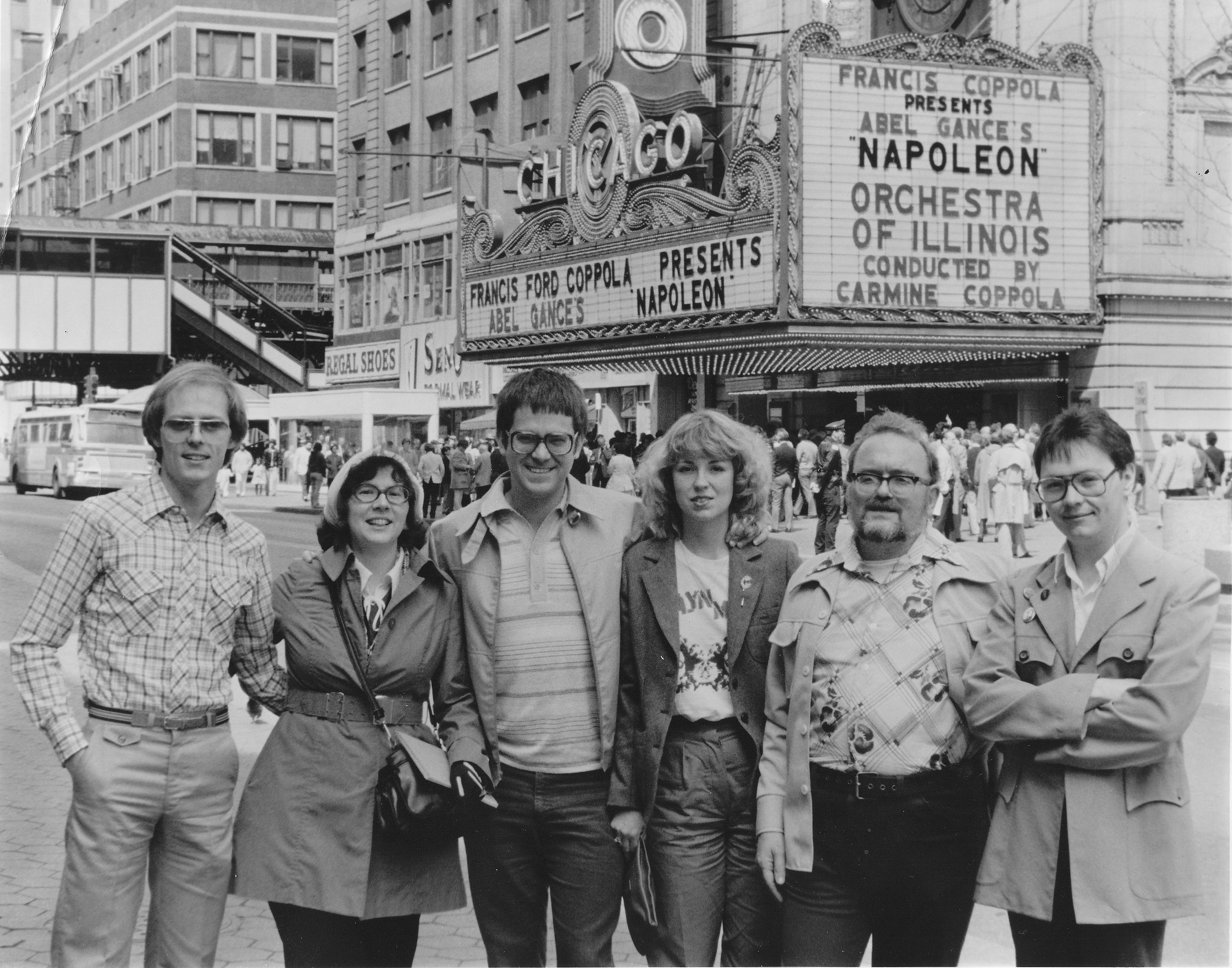
1981年の上映にて

1927年に4月7日、パリのオペラ座で初公開され絶賛を受けた。しかし映画はトーキーの時代となり、大スクリーンへの投資は見送られた。「ナポレオン」が完全な形で上映されたのはパリ、ロンドンなどヨーロッパの八都市に過ぎず、アメリカには6時間43分版を送ったが、1時間51分に短縮してスタンダード版で公開された。その結果、この超大作は興行的に惨敗。ガンスは34年にサウンド版を制作し、55年、71年にも撮り足し部分を含むトーキー版を制作したが、不完全なつぎはぎだらけであった。
サイレント映画史の研究家であり映画作家でもあったケヴィン・ブラウンローと、フランシス・フォード・コッポラ監督がガンス自身の協力を得て復元し、1981年にオリジナル版に近づけた4時間版を世界各都市で公開、大反響を呼んだ。
81年1月23日、ニューヨークのラジオ・シティ・ミュージック・ホールでの最初の上映では、鳴りやまぬ拍手や喝采の声をガンスは国際電話を通じてパリの病床で聞き、「Finalment（やっと）」とつぶやいた。ガンスはその年の11月10日に息を引き取った。
- 「ナポレオン」 1927年4月 パリ・オペラ座 4時間10分 - トリプル・エクランを使用。
- 「ナポレオン(決定版)」 1927年5月 パリ・アポロシアター 9時間22分 - トリプル・エクランを使用せず。
- 「ナポレオン(UFA)」 1927年10月 ドイツなど 3時間以下 - トリプル・エクランを使用。
- 「ナポレオン」 1927年11月 パリ・マリヴォー劇場　4時間10分 - トリプル・エクランを使用。

他に幾つもバージョンが公開された。
- 「ナポレオン・ボナパルト」 1935年 パリ立体音響トーキー版 2時間20分 - 1815年のプロローグ(20分)を新たに撮影して追加するとともに、オリジナル版のナポレオンの少年時代やトゥーロンの戦いは削除。俳優全員に吹き込み録音された。トリプル・エクランは使用されなかった。
- 「ナポレオン・ボナパルト」 1955年 パリ 立体音響トーキー版 2時間15分 - トリプル・エクランを使用。
- 「ボナパルトと革命」 1971年 フランス トーキー版 部分色彩 4時間35分 - 1927年のオリジナル版のシンクロナイズ版。クロード・ルルーシュの出資（10万ドル）により色彩場面（イントロ部分）を含む新たな場面を撮影し、オリジナル版の破損部分を削除。トリプル・エクランを使用。
- 「ナポレオン」 1980年11月30日 ロンドン映画祭 5時間（Georges Sadoulの『映画辞典』では4時間10分としている） - オリジナル版の再生版。
- 「ナポレオン」 1981年1月23日 ニューヨーク Radio City Music Hall 3時間55分 - フランシス・フォード・コッポラが世界配給権を獲得。トリプル・エクランを使用。
- 「ナポレオン」 1982年 アメリカ 3時間55分 - 1981年版にカーマイン・コッポラ作曲の伴奏音楽をつけて、70mmにブロウアップしたもの。
- 「ナポレオン」 1983年7月23日 パリ 5時間23分 - 現存する最長尺作品であり、最も完璧な版とされる。トリプル・エクランを使用。

## 評価
のちに修復作業にも参加したケヴィン・ブラウンローは「映画の視覚的表現方法は、いまだに「ナポレオン」より一歩も遠くに行っていない。この映画は映画的効果の百科事典だ。一人の天才の手によって、サイレント映画に可能なことのすべてを陳列して見せた、絢爛豪華な大展覧会だ」と述べている。

## 受賞
- 1981年ニューヨーク映画批評家賞・特別賞